# Tre Hawkins III
Larry Tre Hawkins III (Temple, 1º agosto 2000) è un giocatore di football americano statunitense che milita nel ruolo di cornerback per i New York Giants della National Football League (NFL).

## Carriera

### New York Giants
Al college Hawkins giocò a football al Trinity Valley Community College (2018-2019) e an Old Dominion (2020-2022). Fu scelto nel corso del sesto giro (209º assoluto) del Draft NFL 2023 dai New York Giants. Debuttò come professionista partendo come titolare nella gara del primo turno contro i Dallas Cowboys mettendo a segno 7 tackle. La sua prima stagione si chiuse con 35 placcaggi e un passaggio deviato disputando tutte le 17 partite, di cui 3 come titolare.